# 明图尔诺
明图尔诺（義大利語：Minturno），是意大利拉蒂纳省的一个市镇。总面积42.07平方公里，人口19072人，人口密度453.3人/平方公里（2009年）。ISTAT代码为059014。